# Stoetze
Stoetze er en kommune i Samtgemeinde Rosche i den østlige del af Landkreis Uelzen i den nordøstlige del af den tyske delstat Niedersachsen, og en del af Metropolregion Hamburg. Kommunen har et areal på godt 39 km², og en befolkning på knap 600 mennesker.

## Geografi
Landsbyen Stoetze ligger ved østenden af Lüneburger Heide, omkring 25 km nordøst for Uelzen ved udkanten af Statsskoven Göhrde og endemorænehøjdedraget Drawehn.

### Inddeling
Ud over Stoetze ligger i kommunen landsbyerne Hof-Rohrstorf, Bankewitz, Boecke (indtil 10. september 1936 Boicke), Groß Malchau, Stoetze (indtil 10. september Stoitze ), Nievelitz og Hohenzethen samt bebyggelserne Schlankau (bei Boecke), Zieritz og Törwe.